# نفر كا من أنو
نفر كا من أنو، (بالإنجليزية: Neferkamin Anu)‏، هو ملك فرعوني تولى الحكم في الأسرة المصرية الثامنة، خلال الفترة الانتقالية الأولى. (2181–2055 ق.م.). ويحمل الرقم 49 في قائمة أبيدوس للملوك.

## مقالات ذات صلة
- الأسرة المصرية الثامنة
- قدماء المصريين
- قائمة الفراعنة